# 銅☆萬福
銅☆萬福（どう まんぷく）は、日本の女性漫画家。宮城県出身。
2007年、アフタヌーン四季賞 夏のコンテストにて、「キレもん」で四季大賞を受賞。代表作は『ヒレフシ』、『オッドアイ少年』。

## 作品リスト
- キレもん（『月刊アフタヌーン』2007年10月号、講談社） - アフタヌーン四季賞 2007夏 四季大賞受賞作。付録「四季賞PORTABLE Vol.7 2007夏」に収録。
- クリスマスイブひまなヤツ（『ガールズジャンプ』#1[1]、集英社）
- 魂捨山スーサイドパーク（『ジャンプ改』Vol.1[2]、集英社）
- オッドアイ少年（『ジャンプ改』Vol.3[3] - Vol.9、『ジャンプ改』2012年5月号 - 2013年1月号、集英社）

### 作画を担当
- ヒレフシ（原作：本田透、『good!アフタヌーン』2008年12月号 - 2010年12月号、講談社）

### 原作を担当
- ワキヤクサバイバル（作画：高木しげよし、『ジャンプ改』2013年12月号[4] - 2014年1月号、集英社）
- テラフォポリス ばっかも〜ん! 出る杭課24時（作画：柴乃櫂人、『ジャンプ改』2014年6月号[5] - 2014年11月号、集英社） - 『テラフォーマーズ』（作：貴家悠、画：橘賢一）のスピンオフ作品。

## 書籍
- 本田透（原作）、銅☆萬福（漫画） 『ヒレフシ』 講談社〈アフタヌーンKC〉、全3巻
  1. 2010年3月5日発売、ISBN 978-4-06-310642-8
  2. 2010年8月6日発売、ISBN 978-4-06-310685-5
  3. 2011年2月7日発売、ISBN 978-4-06-310728-9
- 銅☆萬福 『オッドアイ少年』 集英社〈ヤングジャンプコミックス〉、全2巻
  1. 2012年6月8日発売、ISBN 978-4-08-879367-2
  2. 2013年2月8日発売、ISBN 978-4-08-879531-7
- 貴家悠・橘賢一（原案）、銅☆萬福（原作）、柴乃櫂人（作画）『テラフォポリス ばっかも〜ん! 出る杭課24時』 集英社〈ヤングジャンプコミックス〉、全1巻
  - 2014年11月19日発売、ISBN 978-4-08-890075-9